# Соловйов Василь Сергійович
Василь Сергійович Соловйов (псевдонім — Болот Боотур; нар. 15 квітня 1915, IV Хатилинський наслег — пом. 24 травня 1993) — якутський поет і письменник; член Спілки письменників СРСР з 1966 року.

## Біографія
Народився 15 квітня 1915 року в IV-му Хатилинському наслезі Ботуруського улусу (тепер Чурапчинський улус, Республіка Саха, РФ) в бідній багатодітній сім'ї. 1933 року закінчив семирічну школу колгоспної молоді і став працювати вчителем у Миндагайській початковій школі. З 1936 року — директор Мугудайської школи Чурапчинського улусу. 1 березня 1938 року був заарештований і притягнутий до кримінальної відповідальності за статтею 58-10 пункт «а» Кримінально-процесуального кодексу та засуджений Верховним судом Якутської АРСР до п'яти років позбавлення волі. 25 липня 1939 року був звільнений і реабілітований. Протягом 1939–1942 років викладав якутську мову і літературу в Мугудайській середній школі. Навчався в Якутському педагогічному інституті.
22 червня 1942 року призваний в Червону армію. Брав участь у німецько-радянській війні. Воював на Калінінському фронті у складі 20-ї особливої лижної бригади. У перших же боях отримав поранення і лікувався в госпіталі в Костромі. Після одужання повернувся на фронт і до кінця війни служив топографом-обчислювачем в 826-му артилерійському полку при 282-й стрілецькій дивізії. Брав участь у звільненні Калінінської, Ленінградської, Новгородської, Псковської областей, Естонської РСР, Української РСР, Польщі та Верхньої Сілезії. Незадовго до закінчення війни отримав важке поранення, лікувався у Німеччині. Був демобілізований у жовтні 1945 року, отримав інвалідність ІІ групи..
Після закінчення війни продовжив педагогічну діяльність. Вчителював у Миндагайській школі, збирав з дітьми фольклорні та етнографічні матеріали, вивчав історію якутів. З 1947 року працював в Усть-Янському улусі шкільним інспектором. 1951 року повернувся до Чурапчинського улусу, працював директором Миндагайської середньої школи. Невдовзі переїхав до Якутська, для продовження навчання у Якутському педагогічному інституті. З 1953 року працював директором профтехшколи-інтернату. У 1955 році заочно закінчив відділення російської мови і літератури Якутського педагогічного інституту. Член КПРС з 1965 року.
1975 року вийшов на пенсію. Помер 24 травня 1993 року.

## Творчість
В 1930-ті роки писав вірші і невеликі замітки для районної газети «Социализм суола». Повернувся в літературу після розвінчання культу особи Йосипа Сталіна. У 1957 році вийшла його поема «Той день». Поема мала успіх і визнання і автор написав ще кілька поетичних книг: «Вірші-загадки», «Краю мій сугробістий» та інші. 
Автора двох великих романів — «Весняні заморозки» і «Пробудження». У 1975 році опублікував першу книгу роману-епопеї «Пробудження» про дореволюційне життя якутського народу. У 1979 році була опублікована друга частина трилогії «Пробудження». Невдовзі була закінчена третя частина роману.
Писав сатиричні та гумористичні твори, такі як «Жорстокий господар», «Чоҕой і Ньоҕой», «Не знаєш — не мели» та інші. Ці твори включені до збірки поетичних творів під назвою «З того дня і до цього дня» (1985). Написава низку творів для дітей.

## Відзнаки
- Нагороджений орденами Вітчизняної війни І ступеня, Слави ІІІ ступеня (12 червня 1962)[5], медалями;
- II-га премія в літературному конкурсі, присвяченому 40-річчю Жовтня (1957, за поему «Ол күн» / «Той день»);
- І-ша премія на Якутському республіканському літепатурному конкурсі (за роман «Сааскы дьыбардар» / «Весняні заморозки»);
- Народний письменник Якутії;
- Державна премія Республіки Сахи імені Платона Ойунського;
- Відмінник соціального забезпечення МСЗ РРФСР;
- Заслужений працівник культури АР Саха (Якутія).